# Noskarp
Noskarp eller näsling (Chondrostoma nasus)  är en fiskart som först beskrevs av Linnaeus, 1758.  Näsling ingår i släktet Chondrostoma, och familjen karpfiskar. IUCN kategoriserar arten globalt som livskraftig. Inga underarter finns listade.

## Utseende
Noskarpen har avlång kropp med ett litet huvud där munnen sitter på nosens undersida och käkarna är klädda med skarpa skivor av ett hornartat ämne. På varje sida av strupen finns 6-7 svalgtänder, jämnt avslipade utan fåror på ovansidan. Alla fenorna är korta. Fjällen sitter i mycket regelbundna rader. Färgen på ovansidan är mer eller mindre mörkt grön, sidorna silverfärgade, de övre fenorna grå, de undre mer eller mindre rödaktiga. I samband med leken utvecklar både hane och hona lekvårtor på främre delen av kroppen (inklusive huvudet). Arten kan bli upp till 50 cm lång och väga 2,5 kg; vanligen blir den emellertid inte mycket större än 25 cm.

## Vanor
Arten lever i snabbflytande vattendrag, gärna i flodernas övre lopp, där den betar alger från stenar med sina skarpa käkar. Arten är sällskaplig, och bildar under vintern stora stim i flodernas nedre lopp. Den kan bli upp till 15 år gammal.

### Fortplantning
Lektiden infaller i mars till maj, då noskarpen kan vandra flera mil upp i floderna, där hanarna bildar små revir. Honorna lägger upp till 100 000 ägg i utgravda hålor i grusbottnar på grunt vatten. Ynglen håller sig på grunt vatten där de också övervintrar. Larver och mindre yngel lever på mindre ryggradslösa djur, för att sedan övergå till växtföda.

## Utbredning
Arten är allmän i flera mellan- och sydeuropeiska flodsystem, som Donau, Dnjestr, Dnepr, Södra Bug, Njemen, Oder, Wisła och Nordsjöfloder (som bland annat Rhen) västerut till Meuse. Den har även invandrat eller införts till Rhône, Loire, Hérault och Seine i Frankrike samt Soca i Italien och Slovenien. Geografiskt sett går västgränsen i Frankrike, nordgränsen i Tyskland och Polen, östgränsen i Ryssland (vid Ural) och sydgränsen vid Alperna, Balkan och norra Turkiet.

## Kommersiell användning
Noskarpen fiskas med hjälp av ryssjor i Rhen och Donau. Främsta delen av fångsten används som foder i fiskodlingar, men den förtärs även marinerad, rökt eller stekt.